# Farthing
Il farthing (termine inglese, pronuncia [ˈfɑːðɪŋ]), in italiano fardino, era una moneta pre-decimale britannica del valore di un quarto di penny. Il nome deriva da fourth part, cioè "quarta parte" e risale all'usanza di tagliare i penny d'argento in quattro parti per ottenere moneta spicciola.
Queste monete vennero coniate in Inghilterra per la prima volta nel XIII secolo e continuarono ad essere utilizzate fino al 31 dicembre 1960, quando cessarono di avere corso legale.

## Storia

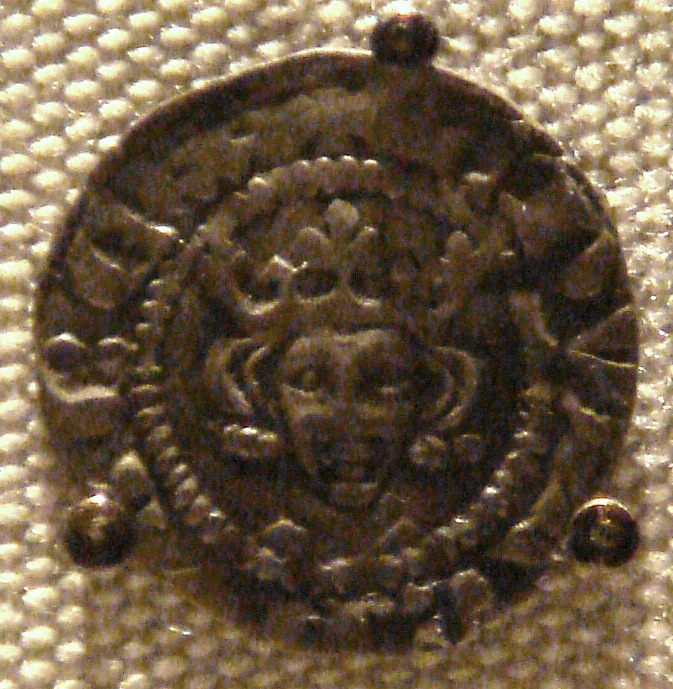
Fardino di Edoardo I

Le prime monete d'argento del valore di ¼ di penny furono coniate almeno sotto il regno di Enrico III (1216-1272), per divenire consistenti sotto Edoardo I (1272-1307). Si tratta di monete talmente sottili e leggere che, in epoca moderna, difficilmente vengono rilevate dai metal detector.
Con il regno di Edoardo VI (1547-1553) furono coniati per l'ultima volta fardini d'argento. Nel corso degli anni, peso e diametro si erano progressivamente ridotti fino a divenire estremamente scomodi da utilizzare. Da allora cominciò a sentirsi la mancanza di moneta divisionale, ma la coniazione non riprese prima del 1613, per ordine di Giacomo I, che autorizzò John Harrington a produrre moneta divisionale. Questi pezzi, inizialmente del diametro di 12,25 millimetri, portavano al diritto una corona e due scettri ed, al rovescio, un'arpa sormontata da corona. I tondelli erano in rame bagnato di stagno finché venne predisposta un'emissione dal diametro maggiore (15 mm) e senza la placcatura in stagno. Alla morte di Lord Harrington, nel 1614, la patente di conio passò al Duca di Lennox, da cui il nome di Lennox farthing. Queste monete sono distinguibili dalle precedenti per la diversa disposizione della legenda IACO al diritto. Il diametro rimase fermo a 15 mm, ma con una forma tendente ad ovale. Morto anche Lord Lennox nel 1624, il diritto di battere moneta fu detenuto dalla vedova, le cui monete sono note come Richmond farthings poiché il re aveva investito il marito del titolo di Duca di Richmond. Carlo I concesse altre patenti, una delle quali a Lord Maltravers. Costui coniò monete caratterizzate da un doppio cerchio interno, utilizzando un procedimento piuttosto curioso: una lamina di rame veniva fatta scorrere tra due rulli recanti l'immagine da imprimere, quindi le monete venivano ritagliate. Il Fitzwilliam Museum di Cambridge conserva una di queste lastre intatte. I fardini ottenuti mediante questo sistema, però, erano troppo facilmente falsificabili e col tempo la gente smise di accettarli. Il disegno del rovescio perciò fu modificato, ponendovi una rosa (da cui il nome di Rose farthing) ed inserendo un piccolo tondello d'ottone al centro della moneta.
Sotto il Commonwealth of England il fardino non venne coniato dalla Royal Mint, solo alcuni tokens furono prodotti privatamente o dalle città. Nel 1665 erano state prodotte le prime prove di fardini in rame, a nome di Carlo II, portanti al rovescio l'immagine della Britannia personificata. Fu però solo nel 1672 che la coniazione ebbe inizio, con metallo parzialmente importato dalla Svezia. Altre monete furono coniate nel 1675 e 1679.
Nel 1684 la composizione dei tondelli fu modificata, rendendoli interamente in stagno, se non per un tondello centrale in rame. Queste monete si deterioravano facilmente e, spesso, a causa dello spazio ristretto non è visibile la data. La scelta dello stagno fu fatta per incoraggiarne l'industria, malgrado si deteriorasse velocemente. Malgrado le difficoltà, anche queste monete vennero falsificate in gran numero. Particolarmente rare sono le monete del 1685, coniate in piccolissimo numero a causa della scomparsa del sovrano. Fardini simili furono coniati sotto il regno congiunto di Guglielmo III e Maria II e fino al 1692, dopodiché si tornò a coniare fardini di rame.

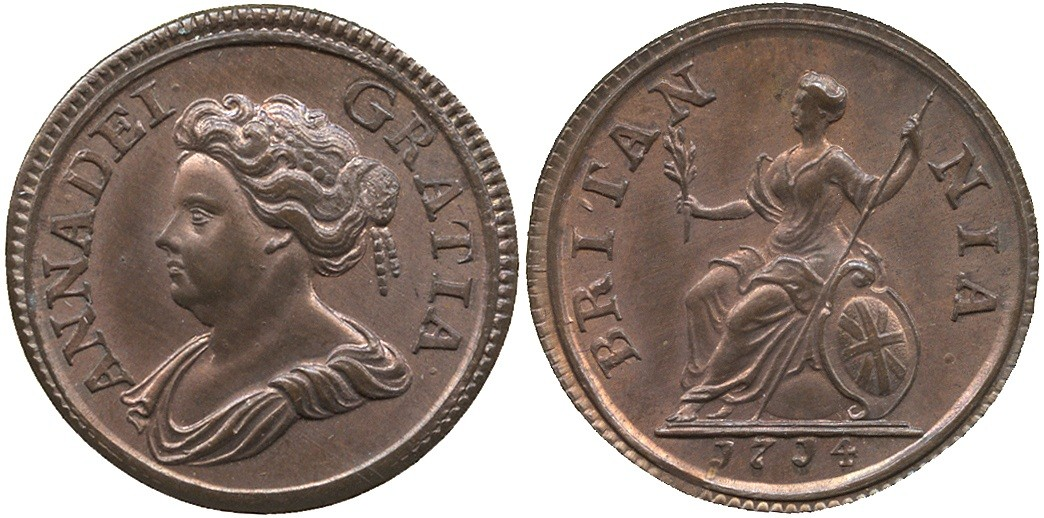
Un fardino raffigurante la regina Anna, del 1714

Anna coniò monete solamente nel 1714, l'anno della sua morte. Questi fardini recano l'immagine della regina al diritto e la Britannia al rovescio, iconografia che resterà pressoché immutata sino al 1936. Sono molto rare, secondo alcuni si tratta peraltro di monete di prova.
Giorgio I coniò fardini nel 1717 e ogni anno dal 1719 al 1724, su tondelli più larghi. Il tipo è identico a quello dei fardini di Anna. Esistono diverse varianti riguardanti lo stile delle date e la grandezza delle lettere. Suo figlio Giorgio II coniò monete in quasi tutti gli anni dal 1730 al 1750; nel 1739 il conio di diritto fu modificato ponendovi un ritratto più maturo del sovrano. Nel 1741 e nel 1744 la legenda GEORGIUS fu sostituita da GEORGIVS.

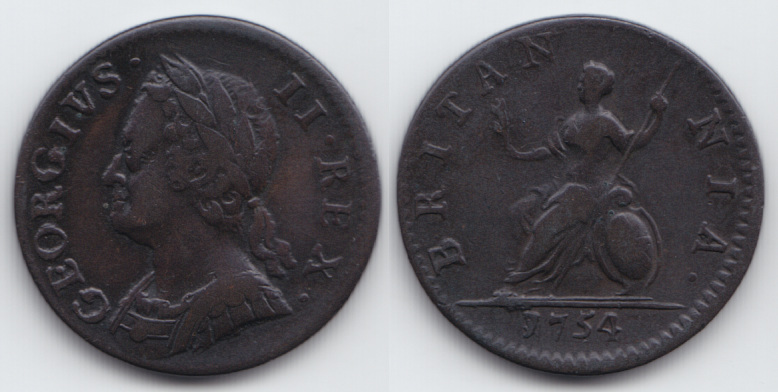
Fardino di Giorgio II (1754)

Sotto Giorgio III questa moneta fu coniata nel 1771, 1773, 1774 e 1775. Si conoscono delle prove datate 1797, prima che nel 1799 Matthew Boulton realizzasse un nuovo conio che, per la prima volta, riporta l'indicazione del valore al rovescio. Questa fu nuovamente tolta nel 1806-1807. Molti token privati da un fardino furono emessi tra il 1787 ed il 1797 e poi ancora nel 1811-1812, periodi di carenza nella coniazione ufficiale.
Dal 1821 furono prodotti nuovi fardini a seguito del Great Recoinage, a nome di Giorgio IV. Il diametro era di 22 millimetri ed il peso di 4,72 grammi. Due diversi conii di rovescio furono utilizzati, con leggere varianti. Nel 1826 fu introdotto un nuovo disegno, opera di William Wyon, inoltre fu cambiato l'orientamento dell'asse. Anche per Guglielmo IV sono noti due tipi leggermente diversi.

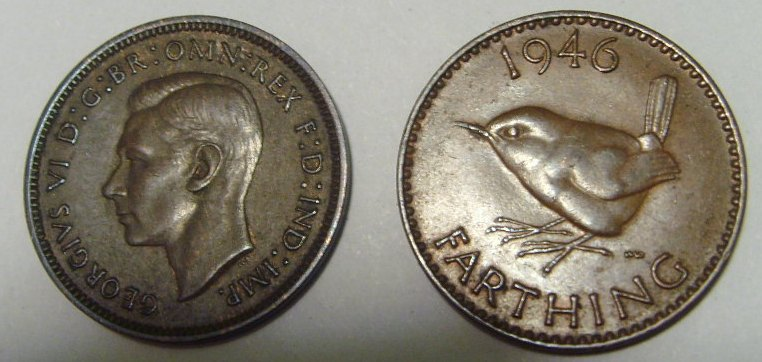
Fardino di Giorgio VI (1946)

Fardini a nome di Vittoria furono emessi ogni anno dal 1838 al 1860, quindi ancora fino al 1869 in bronzo. Le vecchie monete in rame furono poste fuori corso il 31 dicembre 1869. Fu anche ridotto il diametro (20 millimetri) ed il peso (2,83 grammi). Nel 1895 venne cambiato il conio di diritto con un ritratto nuovo (Old Head) della sovrana. Suo figlio Edoardo VII produsse fardini ogni anno dal 1902 al 1910, per evitare che le monete appena coniate potessero essere confuse con la mezza sovrana d'oro, venivano scurite artificialmente nella zecca. Un simile procedimento fu adottato anche sotto il regno di Giorgio V, fino al 1918. Nel 1914 e nel 1926 furono apportate modifiche al conio di diritto.
Le prove coniate per Edoardo VIII nel 1936 e disegnate da Harold Wilson Parker sostituirono la Britannia con uno scricciolo al rovescio. Questo disegno rimase fino alla demonetizzazione del fardino. Le uniche modifiche riguardano la legenda al diritto, dove viene eliminato il riferimento all'India nel 1948. Con Elisabetta II nel 1953 furono utilizzati due conî di diritto e due di rovescio, ottenendo quattro diverse varietà. La coniazione proseguì sino al 1956.
Il 31 dicembre 1960 il fardino cessò di avere corso legale e venne ritirato dalla circolazione.

## Pezzi coniati

### Giorgio IV

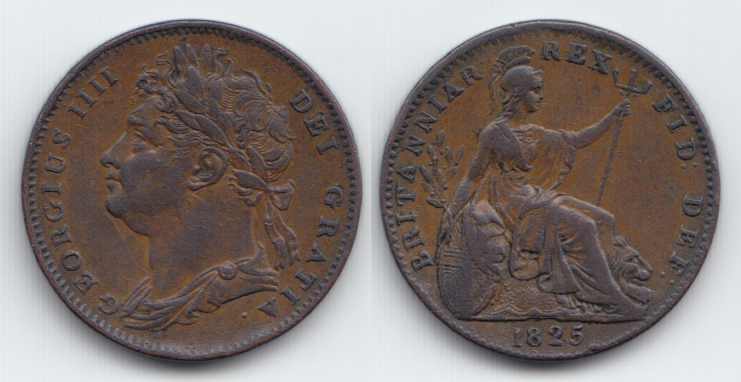
Fardino di Giorgio IV (1825)

| Anno | Zecca  | Pezzi coniati | Note                                                                   |
| ---- | ------ | ------------- | ---------------------------------------------------------------------- |
| 1821 | Londra | 2 688 000     | Esiste una variante con un punto dopo la data Esiste in versione proof |
| 1822 | Londra | 5 924 350     | Esiste in versione proof                                               |
| 1823 | Londra | 2 365 000     | Esiste una variante con la cifra 1 della data in numero romano ("I")   |
| 1825 | Londra | 4 300 800     |                                                                        |
| 1826 | Londra | 6 666 000     | Esiste in versione proof                                               |
| 1827 | Londra | 2 365 000     |                                                                        |
| 1828 | Londra | 2 365 000     |                                                                        |
| 1829 | Londra | 1 505 280     |                                                                        |
| 1830 | Londra | 2 365 000     |                                                                        |

### Guglielmo IV

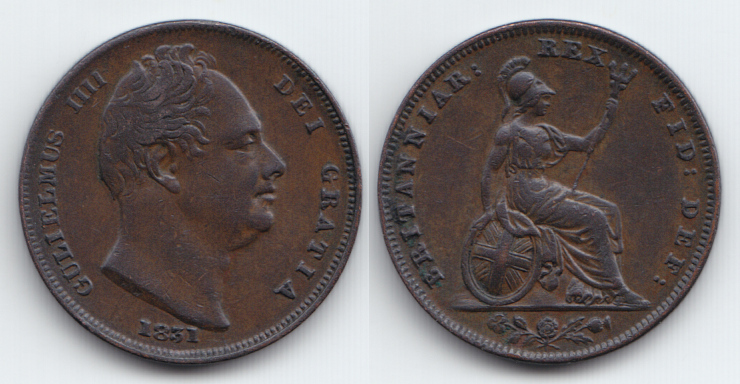
Fardino di Guglielmo IV (1831)

| Anno | Zecca  | Pezzi coniati | Note                     |
| ---- | ------ | ------------- | ------------------------ |
| 1831 | Londra | 2 688 000     | Esiste in versione proof |
| 1834 | Londra | 1 935 360     |                          |
| 1835 | Londra | 1 720 000     |                          |
| 1836 | Londra | 1 290 000     |                          |
| 1837 | Londra | 3 011 000     |                          |

### Vittoria

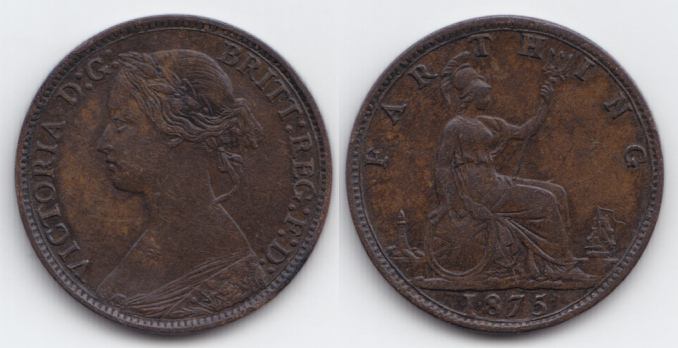
Fardino di Vittoria (1875)

| Anno | Zecca  | Pezzi coniati | Note |
| ---- | ------ | ------------- | --- |
| 1838 | Londra | 591 000       | |
| 1839 | Londra | 4 301 000     | Esistono prove in bronzo ramato Esiste in versione proof                                                             |
| 1840 | Londra | 3 011 000     | |
| 1841 | Londra | 1 720 000     | Esiste anche in versione proof                                                                                       |
| 1842 | Londra | 1 290 000     | |
| 1843 | Londra | 4 086 000     | Esiste una variante con la cifra 1 della data in numero romano ("I")                                                 |
| 1844 | Londra | 430 000       | |
| 1845 | Londra | 3 226 000     | |
| 1846 | Londra | 2 580 000     | |
| 1847 | Londra | 3 880 000     | |
| 1848 | Londra | 1 290 000     | |
| 1849 | Londra | 645 000       | |
| 1850 | Londra | 430 080       | |
| 1851 | Londra | 1 935 000     | Esiste una variante per la D di DEI                                                                                  |
| 1852 | Londra | 823 000       | |
| 1853 | Londra | 1 028 000     | Esistono varianti per la firma dell'incisore Esistono prove in bronzo ramato Esiste in versione proof                |
| 1854 | Londra | 4 946 000     | |
| 1855 | Londra | 3 441 000     | Esiste una variante con firma dell'incisore in rilievo ed una in incuso                                              |
| 1856 | Londra | 1 771 000     | |
| 1857 | Londra | 1 075 000     | |
| 1858 | Londra | 1 720 000     | |
| 1859 | Londra | 1 290 000     | |
| 1860 | Londra | 2 367 000     | Nuovo conio di diritto Esistono moltissime varianti, nonché rari pezzi coniati con il vecchio diritto                |
| 1861 | Londra | 8 602 000     | Esiste in versione proof                                                                                             |
| 1862 | Londra | 14 336 000    | Esiste una variante con cifra 8 più grande Esiste in versione proof                                                  |
| 1863 | Londra | 1 434 000     | |
| 1864 | Londra | 2 509 000     | |
| 1865 | Londra | 4 659 000     | |
| 1866 | Londra | 3 584 000     | Esiste in versione proof                                                                                             |
| 1867 | Londra | 5 018 000     | Esiste in versione proof                                                                                             |
| 1868 | Londra | 4 851 000     | Esiste in versione proof                                                                                             |
| 1869 | Londra | 3 226 000     | |
| 1872 | Londra | 2 150 000     | |
| 1873 | Londra | 3 226 000     | |
| 1874 | Heaton | 3 584 000     | Nuovo conio di diritto Esiste una variante con G ribattuta su G orizzontale                                          |
| 1875 | Londra | 713 000       | Coniato anche 1 pezzo di prova Esiste una variante con data più piccola e con 4 o 5 bacche nella corona della regina |
| 1875 | Heaton | 6 093 000     | Esiste in versione proof                                                                                             |
| 1876 | Heaton | 1 075 000     | |
| 1877 | Londra | ?             | Esistono solo pochi esemplari, esclusivamente in versione proof                                                      |
| 1878 | Londra | 4 009 000     | |
| 1879 | Londra | 3 977 000     | Esiste una variante con cifra 9 più grande                                                                           |
| 1880 | Londra | 1 843 000     | Esiste una versione con 4 bacche nella corona della sovrana                                                          |
| 1881 | Londra | 3 495 000     | Esistono numerose varianti Esistono versioni con lo scudo colorato Esiste in versione proof                          |
| 1881 | Heaton | 1 792 000     | |
| 1882 | Heaton | 1 792 000     | Esiste in versione proof                                                                                             |
| 1883 | Londra | 1 129 000     | Esiste in versione proof                                                                                             |
| 1884 | Londra | 5 782 000     | Esiste in versione proof                                                                                             |
| 1885 | Londra | 5 442 000     | Esiste in versione proof                                                                                             |
| 1886 | Londra | 7 708 000     | Esiste in versione proof                                                                                             |
| 1887 | Londra | 1 341 000     | |
| 1888 | Londra | 1 887 000     | |
| 1890 | Londra | 2 133 000     | Esiste in versione proof                                                                                             |
| 1891 | Londra | 4 960 000     | Esiste in versione proof                                                                                             |
| 1892 | Londra | 887 000       | Esiste in versione proof                                                                                             |
| 1893 | Londra | 3 904 000     | |
| 1894 | Londra | 2 397 000     | |
| 1895 | Londra | 2 853 000     | Nuovo ritratto al diritto                                                                                            |
| 1896 | Londra | 3 669 000     | Esiste in versione proof                                                                                             |
| 1897 | Londra | 4 580 000     | Esiste una variante scurita artificialmente                                                                          |
| 1898 | Londra | 4 010 000     | Moneta scurita artificialmente                                                                                       |
| 1899 | Londra | 3 865 000     | Moneta scurita artificialmente                                                                                       |
| 1900 | Londra | 5 969 000     | Moneta scurita artificialmente                                                                                       |
| 1901 | Londra | 8 016 000     | Moneta scurita artificialmente                                                                                       |

### Edoardo VII
| Anno | Zecca  | Pezzi coniati | Note                                              |
| ---- | ------ | ------------- | ------------------------------------------------- |
| 1902 | Londra | 5 125 000     |                                                   |
| 1903 | Londra | 5 331 000     | Esiste una variante con lo scudo colorato e proof |
| 1904 | Londra | 3 629 000     |                                                   |
| 1905 | Londra | 4 077 000     |                                                   |
| 1906 | Londra | 5 340 000     |                                                   |
| 1907 | Londra | 4 399 000     |                                                   |
| 1908 | Londra | 4 265 000     |                                                   |
| 1909 | Londra | 8 852 000     |                                                   |
| 1910 | Londra | 2 598 000     |                                                   |

### Giorgio V
| Anno | Zecca  | Pezzi coniati | Note                           |
| ---- | ------ | ------------- | ------------------------------ |
| 1911 | Londra | 5 197 000     |                                |
| 1912 | Londra | 7 670 000     |                                |
| 1913 | Londra | 4 184 000     |                                |
| 1914 | Londra | 6 127 000     |                                |
| 1915 | Londra | 7 129 000     |                                |
| 1916 | Londra | 10 993 000    |                                |
| 1917 | Londra | 21 435 000    |                                |
| 1918 | Londra | 19 363 000    |                                |
| 1919 | Londra | 15 089 000    |                                |
| 1920 | Londra | 11 481 000    |                                |
| 1921 | Londra | 9 469 000     |                                |
| 1922 | Londra | 9 957 000     |                                |
| 1923 | Londra | 8 034 000     |                                |
| 1924 | Londra | 8 733 000     | Coniati anche 2 pezzi di prova |
| 1925 | Londra | 12 635 000    |                                |
| 1926 | Londra | 9 792 000     | Esiste in versione proof       |
| 1927 | Londra | 7 868 000     | Esiste in versione proof       |
| 1928 | Londra | 11 626 000    | Esiste in versione proof       |
| 1929 | Londra | 8 419 000     | Esiste in versione proof       |
| 1930 | Londra | 4 195 000     | Esiste in versione proof       |
| 1931 | Londra | 6 595 000     | Esiste in versione proof       |
| 1932 | Londra | 9 293 000     | Esiste in versione proof       |
| 1933 | Londra | 4 560 000     | Esiste in versione proof       |
| 1934 | Londra | 3 053 000     | Esiste in versione proof       |
| 1935 | Londra | 2 227 000     | Esiste in versione proof       |
| 1936 | Londra | 9 734 000     | Esiste in versione proof       |

### Giorgio VI
| Anno | Zecca  | Pezzi coniati | Note                                                                   |
| ---- | ------ | ------------- | ---------------------------------------------------------------------- |
| 1937 | Londra | 8 131 000     | Coniati anche 4 pezzi di prova Esiste in versione proof (26 000 pezzi) |
| 1938 | Londra | 7 450 000     | Esiste in versione proof                                               |
| 1939 | Londra | 31 440 000    | Esiste in versione proof                                               |
| 1940 | Londra | 18 360 000    | Esiste in versione proof                                               |
| 1941 | Londra | 27 312 000    | Esiste in versione proof                                               |
| 1942 | Londra | 28 858 000    | Esiste in versione proof                                               |
| 1943 | Londra | 33 345 999    | Esiste in versione proof                                               |
| 1944 | Londra | 25 138 000    | Esiste in versione proof                                               |
| 1945 | Londra | 23 736 000    | Esiste in versione proof                                               |
| 1946 | Londra | 24 365 000    | Esiste in versione proof                                               |
| 1947 | Londra | 14 746 000    | Esiste in versione proof                                               |
| 1948 | Londra | 16 622 000    | Esiste in versione proof                                               |
| 1949 | Londra | 8 424 000     | Esiste in versione proof                                               |
| 1950 | Londra | 10 325 000    | Coniati anche 4 pezzi di prova Esiste in versione proof (18 000 pezzi) |
| 1951 | Londra | 14 016 000    | Coniati anche 4 pezzi di prova Esiste in versione proof (20 000 pezzi) |
| 1952 | Londra | 5 251 000     | Esiste in versione proof                                               |

### Elisabetta II
| Anno | Zecca  | Pezzi coniati | Note                                                                                             |
| ---- | ------ | ------------- | ------------------------------------------------------------------------------------------------ |
| 1953 | Londra | 6 171 000     | Coniati anche 2 pezzi di prova Esistono diverse varianti Esiste in versione proof (40 000 pezzi) |
| 1954 | Londra | 6 566 000     | Esiste in versione proof                                                                         |
| 1955 | Londra | 5 779 000     | Esiste in versione proof                                                                         |
| 1956 | Londra | 1 997 000     | Esiste in versione proof                                                                         |